# Anton Coenen
Anton Josephus Coenen (Rotterdam, 14 december 1845 – Batavia, 3 juli 1876) was een Nederlands violist.
Hij werd geboren binnen het gezin van Louis Coenen (1797-1873) en Annie Schmidt. Meerdere broers en zussen gingen de muziek in.
Hij kreeg lessen van zijn vader en broer Frans Coenen, die achttien jaar ouder was. Hij vertrok in 1866 naar Nederlands-Indië, vestigde zich in Batavia als muziekonderwijzer. In aanvulling daarop speelde hij solopartijen tijdens concerten. Hij speelde tevens in het orkest Aurora van Maurice Hageman, maar moest in 1875 vertrekken. Hij overleed op jonge leeftijd. Een half jaar nadat hij overleed probeerden vrienden en kennissen in te schakelen om een gedenkteken voor hem te financieren; het kwam vermoedelijk niet van de grond. Een door hem opgebouwde muziekbibliotheek werd ter veiling aangeboden (1877). De musicienne Emma Kraetzer schonk in 1878 een versierde krans met opschrift: A monsieur Anton Coenen, souvenir.
- Biografisch Portaal: 98792994
- Digitale Bibliotheek voor de Nederlandse Letteren: coen028
- Nederlandse Thesaurus van Auteursnamen: 321365690
- Virtual International Authority File: 287601500
- WorldCat: E39PBJfX7dcHVYtWHBGJHWhGpP